# Пинтик (Харгита)
Пинтик (рум. Pintic) насеље је у Румунији у округу Харгита у општини Тулгеш. Oпштина се налази на надморској висини од 687 m.

## Становништво
Према подацима из 2002. године у насељу је живело 102 становника, од којих су сви румунске националности.